# Sangiaccato di Krka
Il sangiaccato di Krka (in turco liva Krka, in serbo-croato Krčki sandžak) era un sangiaccato di frontiera (serhad) dell'Impero ottomano.

## Denominazione
Il sangiaccato è a volte noto nella storiografia serbo-croata come "Sangiaccato di Krka e Lika" (Krčko-lički sandžak). Le fonti italiane lo indicano con diverse denominazioni come Cherca Chirca Kirka o Lika.

## Storia
Nel 1580 Ferhad Pasha Sokolović divenne il primo governatore (beilerbei o semplicemente pascià) del Baliaggio di Bosnia. L'Eyalet di Bosnia (o Pascialato) comprendeva un totale di dieci sangiaccati: il sangiaccato di Bosnia (provincia centrale), il sangiaccato di Erzegovina, il sangiaccato di Vučitrn, il sangiaccato di Prizren, il sangiaccato di Klis, sangiaccato di Krka e sangiaccato di Pakrac.
Il sangiaccato comprendeva il territorio tra Lika e Krbava e le aree tra Zrmanja e Krka; la sua sede era posta a Knin. Era formato da territori che facevano parte del sangiaccato di Clissa e del sagniaccato di Bosnia.
Il sangiaccato aveva circa 30 nahiye.

## Governatori
- Arnaud Mehmed Memi-beg, primo
- stari Memi-beg (?)
- Jusuf-alajbeg (?)
- Halil-beg (?)
- Rustem-beg (?)
- Mustaj-beg/Mustafa-beg (?)
- Halil-beg Alajbegović (?–1647)[11]
- Muhamed Durakbegovic (att. 1675)